# 란트크바르트군
란트콰르트군(Landquart Region)은 스위스 그라우뷘덴주의 11개 행정 구역 중 하나이다. 면적은 174.67k㎡이고, 인구는 25,463명(2020년 12월 31일 기준)이다. 2017년 1월 1일에 주 개편의 일환으로 만들어졌다.
| Trimmis    | 3,283 | 42.87 |
| 운터바츠   | 2,512 | 27.72 |
| 치체르스   | 3,443 | 11.01 |
| 플레쉬     | 774   | 19.94 |
| 예닌스     | 896   | 10.54 |
| 마이엔펠트 | 2,860 | 32.33 |
| 말란스     | 2,341 | 11.4  |
| 란트콰르트 | 8,849 | 18.86 |